# Storbritannien i olympiska vinterspelen 1924
Storbritannien deltog i olympiska vinterspelen 1924. Storbritanniens trupp bestod av 44 idrottare varav 41 var män och 3 var kvinnor. Den äldsta idrottaren i Storbritanniens trupp var Albert Tebbit (51 år, 30 dagar) och den yngsta var Cyril Horn (19 år, 111 dagar).

## Medaljer

### Guld
- Curling
  - Herrar: Robin Welsh, Thomas Murray, William Jackson, Laurence Jackson

### Silver
- Bob
  - Fyra/fem-manna herrar: Rodney Soher, Alexander Richardson, Ralph Broome, Terence Arnold

### Brons
- Ishockey
  - Herrarnas turnering: William Anderson, Lorne Carr-Harris, Colin Carruthers, Eric Carruthers, George "Guy" Clarkson, Geoffrey Holmes, Hamilton Jukes, Edward Pitblado, Ross Cuthbert, Blaine Sexton
- Konståkning
  - Singel damer: Ethel Muckelt

## Trupp
- Bob
  - Archibald Crabbe
  - Gerard Fairlie
  - William Horton
  - George Pim
  - Terence Arnold
  - Ralph Broome
  - Alexander Richardson
  - Rodney Soher

- Curling
  - Laurence Jackson
  - William Jackson
  - Thomas Murray
  - Robin Welsh

- Ishockey
  - William Anderson
  - Lorne Carr-Harris
  - Colin Carruthers
  - Eric Carruthers
  - Guy Clarkson
  - Geoffrey Holmes
  - Hamilton Jukes
  - Edward Pitblado
  - Ross Cuthbert
  - Blaine Sexton

- Konståkning
  - Kathleen Shaw
  - John Page
  - Herbert Clarke
  - Mildred Richardson
  - Thomas "Tyke" Richardson
  - Ethel Muckelt

- Skridsko
  - Bernhard "Tom" Sutton
  - Frederick Dix
  - Cyril Horn
  - Albert Tebbit